# Mallare
Mallare é uma comuna italiana da região da Ligúria, província de Savona, com cerca de 1.291 habitantes. Estende-se por uma área de 32 km², tendo uma densidade populacional de 40 hab/km². Faz fronteira com Altare, Bormida, Calice Ligure, Carcare, Orco Feglino, Pallare, Quiliano.

## Demografia
| Variação demográfica do município entre 1861 e 2011                               |
|                                                                                   |
| Fonte: Istituto Nazionale di Statistica (ISTAT) - Elaboração gráfica da Wikipedia |